# 알칼리세제
알칼리세제는 가성소다와 과탄산나트륨, 차아염소산나트륨(락스) 등 알칼리성을 띠는 세제이다. 산성의 오염물을 중화시켜 제거하는데 쓰인다. 오염물에 맞는 세제촉진제를 넣은 것이 유리창용 세제, 가정용 왁스세제, 기름때 전용세제, 얼룩제거세제, 탄화전용세제, 만능세제 등이 있다.

## 같이 보기
- 세제